# Jardins de Joan Vinyoli
Els jardins de Joan Vinyoli estan situats al barri de Sarrià de Barcelona i ocupen uns 5.000 m². Es disposen al llarg del passeig de Sant Joan Bosco, des del carrer de Francesc Carbonell fins a la plaça de Prat de la Riba, a la confluència del passeig de Manuel Girona, de la Gran Via de Carles III i la ronda del General Mitre. Estan dedicats al poeta barceloní Joan Vinyoli i Pladevall.

## Història i descripció
Va ser projectats a la dècada del 1990 per a esmorteir les molèsties del trànsit viari amb una zona arbrada. Estan ubicats sobre la coberta d'un aparcament subterrani, les entrades i sortides del qual es troben a banda i banda dels carrers perpendiculars al passeig de Sant Joan Bosco. La solució que es va adoptar per tal de crear l'efecte pantalla sobre els carrers adjacents fou la creació d'un paisatge dunar mitjançantdos talussos artificials amb arbres alts, un de més prominent i un segon de pendents més suaus, en el límit amb el passeig.
El jardí es caracteritza per la presència de fileres de pollancres alts i esvelts (Populus alba) alternats amb tipuanes (Tipuana tipu). El creixement ràpid dels pollancres ha complert amb escreix la funció de generar ràpidament un mur verd entre la ciutat i el passeig. Alguns pollancres s'han substituït per sapindes de la Xina (Koelreuteria paniculata), espècie de fusta més resistent que l'anterior. També hi ha una fila de lledoners (Celtis australis) prop de l'àrea de jocs infantils. En els accessos a l'aparcament també hi trobem en forma de parterres rectilinis, formacions de bambú groc (Phyllostachys aurea). El 14 de juny de l'any 2014, dins la celebració dels actes de l'[any Vinyoli, es van plantar dos arbres a l'espai central: un garrofer (Ceratonia siliqua) i una alzina surera (Quercus suber), cedits pels Ajuntaments de Begur i de Santa Coloma de Farners.